# The Inspector Lynley Mysteries
The Inspector Lynley Mysteries è una serie televisiva britannica, prodotta dalla BBC e basata sui romanzi della giallista statunitense Elizabeth George. Protagonisti della serie sono l'ispettore Thomas Lynley e il sergente Barbara Havers, interpretati rispettivamente da Nathaniel Parker e Sharon Small. La serie si compone di 6 stagioni, per un totale di 23 episodi.

## Trama
Protagonista delle vicende è l'ispettore di Scotland Yard Thomas Lynley, di origine aristocratica, chiamato a risolvere casi di omicidio assieme alla collega, la sergente Barbara Havers.

## Episodi
| Stagione         | Puntate | Prima TV UK | Prima TV Italia |
| ---------------- | ------- | ----------- | --------------- |
| Prima stagione   | 4       | 2001        | inedita         |
| Seconda stagione | 4       | 2003        | inedita         |
| Terza stagione   | 4       | 2004        | inedita         |
| Quarta stagione  | 4       | 2005        | inedita         |
| Quinta stagione  | 4       | 2006        | inedita         |
| Sesta stagione   | 2       | 2007        | inedita         |

## Personaggi e interpreti

### Personaggi principali
- Thomas Lynley (stagioni 1-6), interpretato da Nathaniel Parker
- Barbara Havers (stagioni 1-6), interpretata da Sharon Small

## Distribuzione
Nel Regno Unito, la serie è stata trasmessa in prima visione da BBC One.. Il primo episodio, intitolato The Great Deliverance (prima parte) è stato trasmesso il 12 marzo 2001. L'ultimo, intitolato Know Thine Enemy è stato trasmesso in prima visione il 1º giugno 2008.
Oltre che nel Regno Unito, la serie è stata trasmessa anche in Danimarca, Finlandia, Francia, Germania, Polonia e Ungheria. La serie è conosciuta anche con i titoli: Inspector Lynley (Danimarca e Germania), Meurtres à l'anglaise (Francia), Sprawy inspektora Lynleya (Polonia), Linley felügyelő nyomoz (Ungheria). La serie è inedita in lingua italiana.

## Riconoscimenti
- Satellite Award
  - 2007 - Candidatura alla miglior attrice in una miniserie o film per la televisione a Sharon Small